# Gallirex
Gallirex är ett fågelsläkte i familjen turakoer inom ordningen turakofåglar. Släktet omfattar endast två arter som förekommer i Afrika söder om Sahara:
- Purpurtofsad turako (Gallirex porphyreolophus)
- Ruwenzoriturako (Gallirex johnstoni)

Purpurtofsad turako placeras traditionellt i Tauraco medan ruwenzoriturakon förs till det egna släktet Ruwenzorornis. Genetiska studier visar dock att de är systerarter och lyfts ut till ett eget släkte, där Gallirex har prioritet.